# Nempitz
Nempitz – dzielnica miasta Bad Dürrenberg w Niemczech, w kraju związkowym Saksonia-Anhalt, w powiecie Saale.
Do 21 grudnia 2009 była to samodzielna gmina wchodząca w skład wspólnoty administracyjnej Bad Dürrenberg. Do 30 czerwca 2007 gmina należała do powiatu Merseburg-Querfurt.

## Geografia
Nempitz położone jest pomiędzy miastami Merseburg i Lipsk, przy zjeździe z autostrady A9 na Bad Dürrenberg.